# Ptilinopus eugeniae
Ptilinopus eugeniae là một loài chim trong họ Columbidae.